# O'Brian White
O'Brian White est un footballeur jamaïcain évoluant au poste d'attaquant avec la sélection de la Jamaïque.

## Biographie
White grandit en Jamaïque avant de partir s'installer à Scarborough au Canada avec sa mère en 2002. Après une grande carrière universitaire, il est sélectionné en 4e choix par le Toronto FC.
White est écarté du groupe des Sounders en mars 2012, après avoir subi une opération chirurgicale à la suite de problèmes vasculaires.

## Carrière internationale
White joue avec les sélections U15, U17 et U20 jamaïcaines mais reste éligible pour jouer soit pour le Canada, soit pour la Jamaïque. Il fait son choix le 17 novembre 2010, lorsqu'il accepte sa sélection pour jouer contre le Costa Rica.

## Palmarès
- Championnat canadien en 2010
- Trophée Hermann 2007